# 阿克隆陶里亞蒂足球會
阿克隆陶里亞蒂足球會（英語：FC Akron Tolyatti，俄語：ФК «Акрон» Тольятти）是位於俄羅斯薩馬拉州陶里亞蒂的一家職業足球俱樂部，球隊現時參加俄羅斯超級足球聯賽。

## 外部連結
- Official website （页面存档备份，存于） （俄文）